# Episodi di Heartbeat (quindicesima stagione)
La quindicesima stagione della serie televisiva Heartbeat è stata trasmessa in anteprima nel Regno Unito dalla ITV1 tra l'11 settembre 2005 e il 2 luglio 2006.
| nº | Titolo originale       | Titolo italiano | Prima TV UK       | Prima TV Italia |
| -- | ---------------------- | --------------- | ----------------- | --------------- |
| 1  | A Fresh Start          | inedito         | 11 settembre 2005 | inedito         |
| 2  | The Devil You Know     | inedito         | 2 ottobre 2005    | inedito         |
| 3  | Miller's Tale          | inedito         | 9 ottobre 2005    | inedito         |
| 4  | Mastermind             | inedito         | 16 ottobre 2005   | inedito         |
| 5  | Family Ties            | inedito         | 23 ottobre 2005   | inedito         |
| 6  | The End of the Road    | inedito         | 30 ottobre 2005   | inedito         |
| 7  | Picture This           | inedito         | 6 novembre 2005   | inedito         |
| 8  | The Good Samaritan     | inedito         | 13 novembre 2005  | inedito         |
| 9  | Blood Brothers         | inedito         | 20 novembre 2005  | inedito         |
| 10 | Burden of Proof        | inedito         | 27 novembre 2005  | inedito         |
| 11 | O Guilty Man!          | inedito         | 4 dicembre 2005   | inedito         |
| 12 | Auld Acquaintance      | inedito         | 18 dicembre 2005  | inedito         |
| 13 | Living with the Past   | inedito         | 1º gennaio 2006   | inedito         |
| 14 | Risky Business         | inedito         | 8 gennaio 2006    | inedito         |
| 15 | Hostage to Fortune     | inedito         | 15 gennaio 2006   | inedito         |
| 16 | Judgement Day          | inedito         | 22 gennaio 2006   | inedito         |
| 17 | Get Back               | inedito         | 23 aprile 2006    | inedito         |
| 18 | Runners and Riders     | inedito         | 30 aprile 2006    | inedito         |
| 19 | Great Expectations     | inedito         | 7 maggio 2006     | inedito         |
| 20 | Kith and Kin           | inedito         | 14 maggio 2006    | inedito         |
| 21 | Wine and Roses         | inedito         | 21 maggio 2006    | inedito         |
| 22 | This Happy Breed       | inedito         | 28 maggio 2006    | inedito         |
| 23 | Keeping Secrets        | inedito         | 4 giugno 2006     | inedito         |
| 24 | The Dying of the Light | inedito         | 18 giugno 2006    | inedito         |
| 25 | Bad Company            | inedito         | 2 luglio 2006     | inedito         |
| 26 | Accidents Happen       | inedito         | 2 luglio 2006     | inedito         |